# Guatteria amplifolia
Guatteria amplifolia är en kirimojaväxtart som beskrevs av José Jéronimo Triana och Jules Émile Planchon. Guatteria amplifolia ingår i släktet Guatteria och familjen kirimojaväxter. Inga underarter finns listade i Catalogue of Life.